# Třída Black Swan
Třída Black Swan byla lodní třída britských šalup z období druhé světové války. Celkem bylo ve dvou skupinách postaveno 39 jednotek této třídy. Stavba dalších pěti byla zrušena. Za druhé světové války je provozovala královská námořnictva Velké Británie a Indie. Čtyři šalupy byly potopeny a dvě další neopravitelně poškozeny. Jejich zahraničními uživateli se po válce stali Egypt, Pákistán a Západní Německo.

## Stavba
Třída byla další evolucí předcházejících šalup třídy Egret. Oproti ní měla prodloužený trup, vyšší rychlost a upravenou výzbroj. V letech 1938–1946 bylo britskými loděnicemi postaveno celkem 39 jednotek této třídy. První čtyři plavidla první série byla postavena v letech 1938–1941. V letech 1941–1946 následovalo dalších 31 jednotek vylepšeného modelu. Jejich konstrukce byla vylepšena na základě zkušeností s první čtveřicí (mimo jiné byl zvýšen výkon pohonného systému). Dvě další rozestavěná plavidla nebyla dokončena a stavba dalších tří (Partridge, Waterhen a Wryneck) byla zrušena před založením kýlu. Do třídy Black Swan jsou navíc počítána i čtyři plavidla podtřídy Modified Bittern postavená v letech 1940–1943 pro Indii.
Jednotky třídy Black Swan:
| Jméno                 | Podtřída       | Založení kýlu | Spuštěna | Vstup do služby | Status |
| --------------------- | -------------- | ------------- | -------- | --------------- | --- |
| HMS Black Swan (U57)  | Black Swan     | 1938          | 1939     | leden 1940      | Vyřazena. |
| HMS Erne (U03)        | Black Swan     | 1938          | 1940     | duben 1941      | Vyřazena, cvičná loď. |
| HMS Flamingo (U18)    | Black Swan     | 1938          | 1939     | prosinec 1939   | Roku 1959 získána Západním Německem jako Graf Spee.                                                                              |
| HMS Ibis (U99)        | Black Swan     | 1939          | 1940     | srpen 1941      | Dne 10. listopadu 1942 poblíž Alžírska potopena italským leteckým torpédem.                                                      |
| HMIS Jumna (U21)      | mod Bittern    | 1940          | 1940     | květen 1941     | Od roku 1957 výzkumná loď, vyřazena.                                                                                             |
| HMIS Sutlej (U95)     | mod Bittern    | 1940          | 1940     | duben 1941      | Od roku 1955 výzkumná loď, vyřazena.                                                                                             |
| HMIS Godavari (U52)   | mod Bittern    | 1941          | 1943     | červen 1943     | Roku 1948 získána Pákistánem jako Sind.                                                                                          |
| HMIS Narbada (U40)    | mod Bittern    | 1941          | 1942     | duben 1943      | Roku 1948 získána Pákistánem jako Jhelum.                                                                                        |
| HMS Whimbrel (U29)    | mod Black Swan | 1941          | 1942     | leden 1943      | Roku 1949 získána Egyptem jako El Malek Farouq, později El Tariq (555). Ještě v 90. letech sloužila jako zásobovací loď ponorek. |
| HMS Wild Goose (U45)  | mod Black Swan | 1942          | 1942     | březen 1943     | Vyřazena. |
| HMS Woodcock (U90)    | mod Black Swan | 1941          | 1942     | květen 1943     | Vyřazena. |
| HMS Woodpecker (U08)  | mod Black Swan | 1941          | 1942     | prosinec 1942   | Dne 20. února 1944 byla v severním Atlantiku potopena torpédem německé ponorky U-764.                                            |
| HMS Wren (U28)        | mod Black Swan | 1941          | 1942     | únor 1943       | Vyřazena. |
| HMS Actaeon (U46)     | mod Black Swan | 1944          | 1945     | červenec 1946   | Roku 1959 získána Západním Německem jako Hipper.                                                                                 |
| HMS Alacrity (U60)    | mod Black Swan | 1943          | 1944     | duben 1945      | Vyřazena. |
| HMS Amethyst (U16)    | mod Black Swan | 1942          | 1943     | listopad 1943   | Vyřazena. |
| HMS Chanticleer (U05) | mod Black Swan | 1941          | 1942     | březen 1943     | Dne 18. listopadu 1943 byla těžce poškozena německou ponorkou U-515, neopravena, do roku 1946 sloužila jako hulk.                |
| HMS Crane (U23)       | mod Black Swan | 1941          | 1942     | květen 1944     | Vyřazena. |
| HMS Cygnet (U38)      | mod Black Swan | 1941          | 1942     | prosinec 1942   | Vyřazena. |
| HMS Hart (U58)        | mod Black Swan | 1942          | 1943     | prosinec 1943   | Roku 1959 získána Západním Německem jako Scheer.                                                                                 |
| HMS Hind (U39)        | mod Black Swan | 1942          | 1943     | duben 1944      | Vyřazena. |
| HMS Kite (U89)        | mod Black Swan | 1941          | 1942     | březen 1943     | Dne 21. srpna 1944 byla poblíž Grónska potopena torpédem německé ponorky U-344.                                                  |
| HMS Lapwing (U62)     | mod Black Swan | 1941          | 1943     | březen 1944     | Dne 20. března 1945 byla poblíž poloostrova Kola potopena torpédem německé ponorky U-716.                                        |
| HMS Lark (U11)        | mod Black Swan | 1942          | 1943     | prosinec 1943   | Dne 17. února 1945 byla poblíž poloostrova Kola těžce poškozena torpédem německé ponorky U-968, neopravena.                      |
| HMS Magpie (U82)      | mod Black Swan | 1941          | 1943     | srpen 1943      | Vyřazena. |
| HMS Mermaid (U30)     | mod Black Swan | 1942          | 1943     | květen 1944     | Roku 1959 získána Západním Německem jako Scharnhorst.                                                                            |
| HMS Modeste (U42)     | mod Black Swan | 1943          | 1944     | září 1945       | Vyřazena. |
| HMS Nereide (U64)     | mod Black Swan | 1943          | 1944     | květen 1946     | Vyřazena. |
| HMS Nonsuch (U54)     | mod Black Swan | 1945          | –        | –               | Stavba zrušena 1945. |
| HMS Nymphe (U84)      | mod Black Swan | 1945          | –        | –               | Stavba zrušena 1945. |
| HMS Opossum (U33)     | mod Black Swan | 1943          | 1944     | leden 1945      | Vyřazena. |
| HMS Peacock (U96)     | mod Black Swan | 1942          | 1943     | květen 1944     | Vyřazena. |
| HMS Pheasant (U49)    | mod Black Swan | 1942          | 1942     | květen 1943     | Vyřazena. |
| HMS Redpole (U69)     | mod Black Swan | 1942          | 1942     | červen 1943     | Vyřazena. |
| HMS Snipe (U20)       | mod Black Swan | 1944          | 1945     | září 1946       | Vyřazena. |
| HMS Sparrow (U71)     | mod Black Swan | 1944          | 1946     | prosinec 1946   | Vyřazena. |
| HMS Starling (U66)    | mod Black Swan | 1941          | 1942     | duben 1943      | Vyřazena. |
| HMIS Cauvery (U10)    | mod Black Swan | 1942          | 1943     | říjen 1943      | Indie, vyřazena 1979. |
| HMIS Kistna (U46)     | mod Black Swan | 1942          | 1943     | srpen 1943      | Indie, vyřazena 1985. |

## Konstrukce

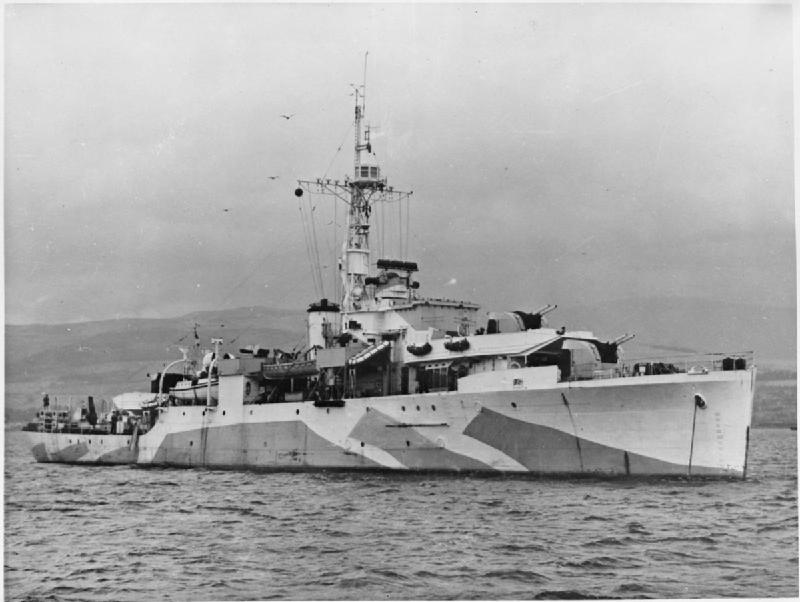
HMS Amethyst

### První skupina (Black Swan)
Výzbroj tvořilo šest dvouúčelových 102mm kanónů ve dvoudělových věžích, které doplňoval čtyřhlavňový 40mm kanón a dva čtyřhlavňové 12,7mm kulomety. Plavidla čtyři vrhače a dvě skluzavky hlubinných pum, kterých bylo neseno celkem 40 kusů. Pohonný systém tvořily dva tříbubnové kotle Admiralty a dvě parní turbíny Parsons, pohánějící dva lodní šrouby. Nejvyšší rychlost dosahovala 19,75 uzlu.
Během služby byla výzbroj upravována. Roku 1943 byly kulomety nahrazeny čtyřmi 20mm kanóny Oerlikon. Protiponorkovou výzbroj posílil salvový vrhač hlubinných pum Hedgehog. Celková zásoba hlubinných pum se zvýšila na 110 kusů. V letech 1944–1945 zůstaly dva Oerlikony, které posílily další čtyři Oerlikony vylepšeného modelu Mk.II/IV.

### Druhá skupina (mod Black Swan)

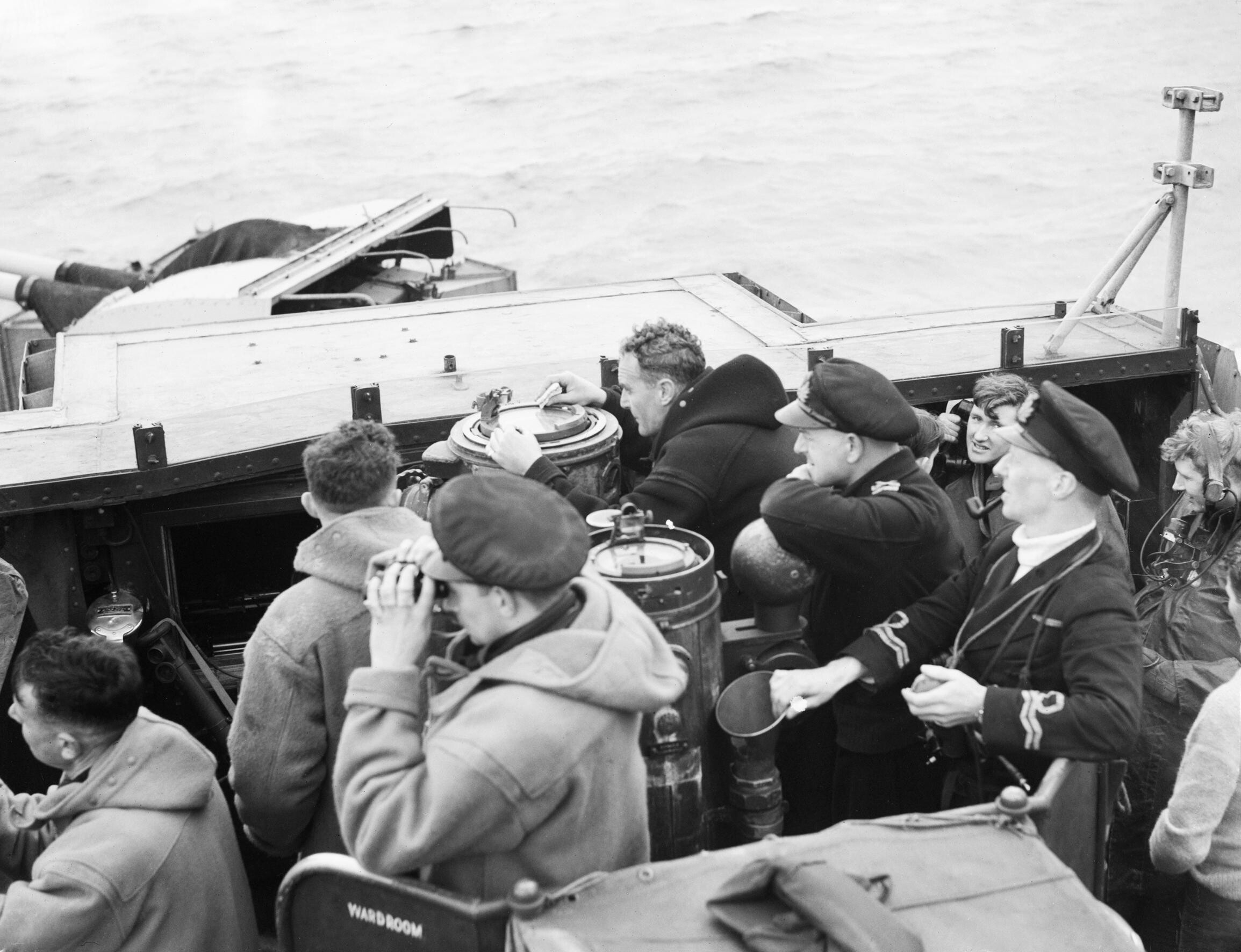
Můstek šalupy HMS Starling (U66). Přítomen je též známý kapitán Frederic John Walker

Plavidla postavená různými loděnicemi se mírně lišila v rozměrech, výtlaku a výzbroji. Základní výzbroj tvořilo šest dvouúčelových 102mm kanónů ve dvoudělových věžích, které doplňovalo deset 20mm kanónů Oerlikon, dále osm vrhačů a dvě skluzavky hlubinných pum, kterých bylo neseno celkem 110 kusů. Během služby byla výzbroj různě modifikována, obvyklá byla instalace účinnějších 40mm kanónů Bofors a salvových vrhačů Hedgehog. Vylepšený pohonný systém měl výkon 4300 hp. Rychlost zůstala stejná

## Služba
Celá třídy byla velmi intenzivně nasazena ve druhé světové válce. Zejména se podílela na doprovodu konvojů.

## Uživatelé

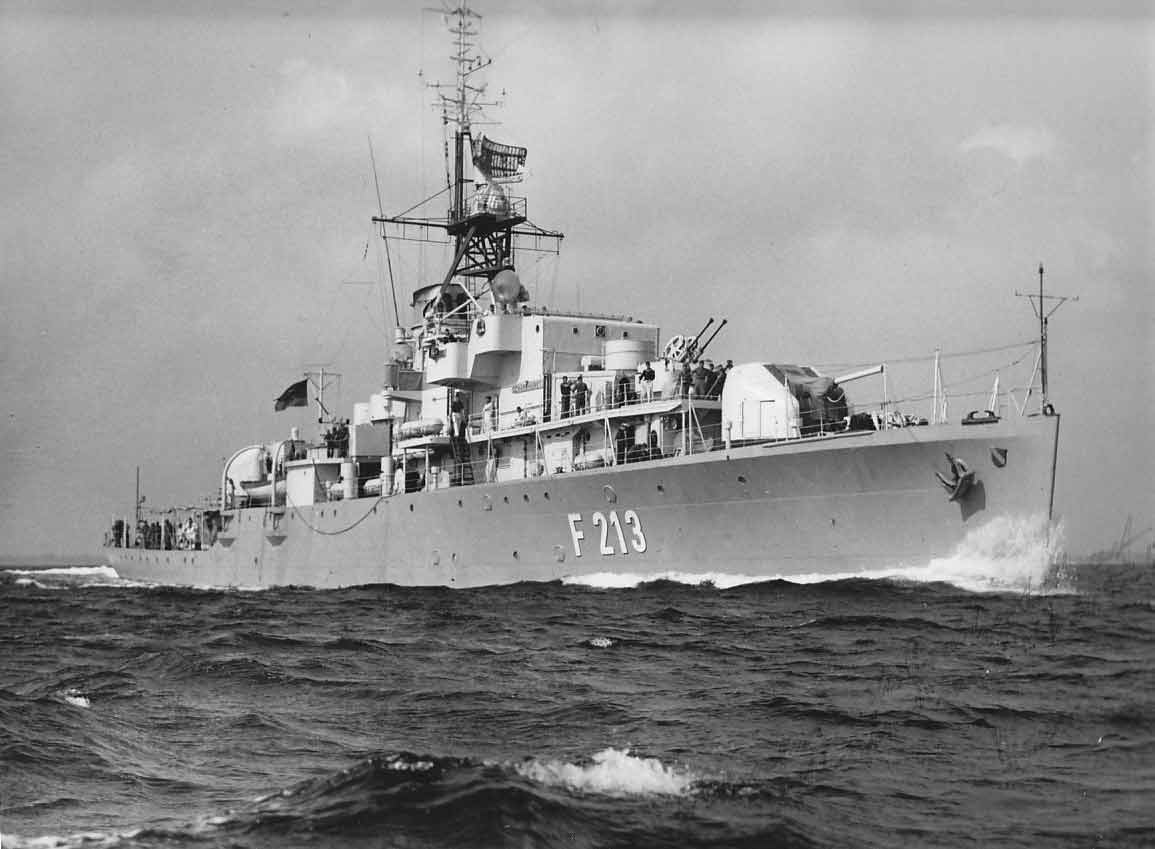
Německé plavidlo Scharnhorst (F213)

- Egypt – Od roku 1949 provozoval plavidlo El Malek Farouq (ex Whimbrel).

- Indie – Indické královské námořnictvo za války získalo celkem šest šalup této třídy. Po válce dvě získal Pákistán.

- Pákistán – Roku 1948 získal dvě původně indické šalupy.

- Spojené království – Hlavní uživatel třídy. Vyřazeny byly do roku 1960.[6]

- Západní Německo – Německé námořnictvo získalo roku 1959 čtyři šalupy této třídy. Kategorizovány byly jako fregaty.[7]